# Nicolas (diacre)
Pour les articles homonymes, voir Saint Nicolas et Nicolas.
Nicolas, désigné dans les Actes des Apôtres (Ac 6:5) comme étant le prosélyte d'Antioche, fut l'un des sept premiers diacres que l'assemblée des premiers fidèles et les apôtres instaurèrent au Ier siècle.
C'est un saint chrétien fêté le 28 juillet (par les catholiques) avec quatre autres diacres.

## Citation
Actes des Apôtres - chapitre 6 - versets 3 à 5 :
« Cherchez plutôt parmi vous, frères, sept hommes de bonne réputation.... La proposition plut à toute l'assemblée et l'on choisit Étienne... Philippe, Prochore, Nicanor, Timon, Parménas et Nicolas... ».